# Itaca - Il ritorno
Itaca - Il ritorno (The Return) è un film del 2024 diretto da Uberto Pasolini. 
Liberamente tratto dagli ultimi canti dell'Odissea, il film ripercorre l'arrivo di Odisseo a Itaca dopo vent'anni di assenza, lo scontro con i Proci e il ricongiungimento con Penelope.

## Trama
Dopo vent'anni Odisseo, profondamente segnato dalla guerra, torna finalmente a Itaca, di cui è re, e trova una situazione tremenda. La moglie Penelope è assediata dai Proci, banditi di nobili famiglie nonché suoi pretendenti, che vogliono sposarla e che richiedono una sua decisione in merito. La donna, fiduciosa che il marito torni, cerca di guadagnare tempo ingannandoli: dice che sceglierà con chi convolare a nozze quando avrà finito di tessere un sudario per l'anziano suocero e, mentre di giorno lo compone, di notte distrugge tutto così da dover ricominciare. I trucidi individui, mentre aspettano, razziano regolarmente l'isola e danno la caccia al principe Telemaco. Tutto ciò è raccontato a Odisseo dal suo fido servitore Eumeo, che non l'ha riconosciuto pur accogliendolo benevolmente.
Odisseo, inizialmente, prova vergogna all'idea di essere l'unico sopravvissuto della sua spedizione e preferisce rimanere nell'ombra, non trovando la forza di reagire; successivamente però si trova davanti a Telemaco e gli si presenta, trovando in egli una persona a lui ostile poiché rimasto lontano da casa per troppo tempo. Intanto il padre di Odisseo, impazzito a causa del dolore per la presunta perdita del figlio, muore e Penelope è ulteriormente messa alle strette dai Proci; il re allora si decide a prendere in mano la situazione e, vestito da mendicante, entra nel palazzo reale e lo trova in mano ai nobili banditi che lo sbeffeggiano crudelmente. Poco dopo sopraggiunge Penelope, che invita la nutrice Euriclea a prendersi cura del sopraggiunto poveretto per poi cacciarlo, ma lei riconosce il suo re da una vecchia cicatrice.
Poco tempo dopo, con la scusa di scegliere come marito chi vincerà a una gara di tiro con l'arco, Penelope sfida i Proci a partecipare usando l'arma di suo marito, che però va tesa a dovere; nessuno dei pretendenti ci riesce, poi Odisseo, rimasto ad assistere, chiede di provare e riesce nell'operazione. Svelata quindi la sua identità, scaglia una freccia dopo l'altra contro i Proci e li uccide quasi tutti, poi per gli ultimi sopravvissuti viene aiutato da Telemaco.
Dopo la strage, Odisseo e Penelope finalmente si ritrovano. Mentre Telemaco salpa in cerca del proprio destino, il re di Itaca si lava via il sangue dei Proci.

## Produzione
Nell'aprile 2022 è stato annunciato che Uberto Pasolini avrebbe diretto un adattamento cinematografico dell'Odissea, sceneggiato da John Collee ed Edward Bond, con Ralph Fiennes e Juliette Binoche nei ruoli del due protagonisti; la pellicola segna la terza collaborazione tra i due attori dopo Cime tempestose (1992) e Il paziente inglese (1996). Nel febbraio 2023 Charlie Plummer e Marwan Kenzari si sono uniti al cast. Le riprese sono iniziate in Grecia nella primavera 2023, svolgendosi prevalentemente a Corfù e nel Peloponneso.

## Promozione
Il primo trailer è stato diffuso l'11 novembre 2024.

## Distribuzione
Il film è stato presentato in anteprima assoluta il 7 settembre 2024 al Toronto International Film Festival, prima di essere distribuito nelle sale statunitensi il 6 dicembre seguente. È stato distribuito nelle sale italiane il 30 gennaio 2025.

## Accoglienza

### Incassi
Il film ha incassato 3215700 $, di cui 1393113 € in Italia.

### Critica
Sull'aggregatore di recensioni Rotten Tomatoes 86 critici esprimono un gradimento del 78%, su Metacritic il voto medio di 26 critici è di 66/100.

## Differenze dall'Odissea
Tra le differenze dal libro al film:
- rispetto al libro di Omero, qui non ci sono divinità che influiscano sulle vicende;
- l'Odisseo del film sembra avere un'età molto più avanzata di quello raccontato da Omero;

- il capo dei Proci Antinoo, secondo Omero, è il primo a morire per mano di Odisseo; nel film viene sgozzato, alla fine del massacro, da Telemaco;
- il letto nuziale di Odisseo, stando a Omero, è intagliato in un albero e non può essere spostato; qui invece Penelope l'ha trasferito al piano di sopra.
- Nel libro è Anticlea, madre di Odisseo a morire senza rivedere il figlio, mentre Laerte sopravvive, tanto che nell'ultimo capitolo Odisseo va a trovarlo nella sua casa in campagna per ricevere una mano contro i parenti dei defunti Proci.